# ینی‌کند (اغوز)
ینی‌کند (به لاتین: Yenikənd) یک منطقه مسکونی در جمهوری آذربایجان است که در شهرستان اوغوز واقع شده است. ینی‌کند ۳۷۹ نفر جمعیت دارد.